# WISE 0040+0900
WISE 0040+0900 (= 2MASS J00402492+0900547) is een bruine dwerg in het sterrenbeeld Vissen met een spectraalklasse van T7. De ster en bevindt zich 45,7 lichtjaar van de zon.